# Tangó (szerencsejáték)
A Tangó a Szerencsejáték Zrt., azaz a magyar állami lottótársaság által szervezett bingó típusú számsorsjáték volt. Létrehozásával a cég korábbi sikeres játékainak kulcselemeit vegyítették, mégis be kellett szüntetni a bezuhant szelvényeladások miatt.

## Története
A Tangó-szelvényeket 2007. március 12-én a sorsjegyek között kezdték el árulni a tíz nappal későbbi sorsolásra. 
A húzásokat a TV2 kereskedelmi csatorna közvetítette élőben, eleinte főműsoridőben, stúdiójátékkal egybekötve, március 22-től minden héten egyszer, csütörtökön. A stúdióban négy játékos gyűjtött össze egy közös nyereményalapot, az úgynevezett „multipotot”, amit egyiküknek volt lehetősége megnyerni. Ez a játék aktuális sortalálati nyereményének és a négy játékos által a stúdióban gyűjtött nyereményalapnak az összege.
2007-ben a játék 17 millió forintos főnyereménnyel és 25-ös határszámmal indult. Elemeit más lottójátékokból vette át az állami lottótársaság:
- a Bongó és az utódjának tekintett Joker lényege, hogy előrenyomtatott számok szerepeltek a segédszelvényen, a fogadó ezt küldhette játékba,
- a Luxor jellemzője pedig a stúdiójáték (ez azóta megszűnt), a jackpot függvényében hetente növekvő határszám és az első telitalálatokig tartó sorsolás.

A Tangón azonban nem 1-75, hanem 1-90 közötti számhalmazból sorsoltak, géppel. A segédsorsjegy három, háromszor kilenc soros mezőből állt. Ezekre soronként öt-öt számot véletlenszerűen nyomtattak. A sorsjegyet a terminálkezelő a vonalkódját érvényesítve küldte játékba, de a lottójátékokhoz hasonlóan itt is az átvételi igazolás (nyugta) volt a nyereményátvétel alapvető feltétele.
A játékon négy nyerőosztályban lehetett nyerni:
- Az egysor találat 5 kihúzott nyerőszámot jelent azonos sorban. Előfordult, hogy ennek nyereménye nem érte el a játék minimális árát, 300 forintot.
- Kétsor találata akkor volt a fogadónak, ha egy mezőben két sor kétszer öt, vagyis összesen tíz számát kihúzták a sorsoláson.
- Tangóval ért véget a sorsolás, ami azt jelenti, hogy a segédsorsjegy valamelyik mezejében mind a 15 rányomtatott nyerőszámot kisorsolták.
- Jackpot nyeremény járt a határszámon belül kihúzott Tangóért. Kisorsolása esetén a határszám a következő héten 25-re esett vissza.

| Találat                 | Nyertesek száma | Nyeremény     |
| ----------------------- | --------------- | ------------- |
| Egysor                  | 66 422 db       | 254 Ft        |
| Kétsor                  | 915 db          | 4389 Ft       |
| Tangó (határszámon túl) | 1 db            | 11 244 971 Ft |

2008-ban megszűnt a stúdiójáték, és fixen 37 számot sorsoltak ki minden héten. A játék 18 óra helyett késő este, alig éjfél előtt, felvételről került képernyőre, hasonlóan a Kenóhoz. Abban az esetben, ha nem volt telitalálat sem, annak nyereményösszegét a jackpothoz hasonlóan átvitték a következő hétre.